# 엘먼도프-리처드슨 합동기지
엘먼도프-리처드슨 합동 기지(영어: Joint Base Elmendorf-Richardson; JBER)는 알래스카 앵커리지 북북동쪽에 있는 합동 기지로, 미국 육군의 포트 리처드슨과 공군의 엘먼도프 공군 기지가 2010년에 합쳐져서 설립되었다.

## 역사

### 엘먼도프 공군 기지

#### 제2차 세계 대전
엘먼도프 기지 건설은 앵커리지 근처 중요하고 영구적인 군대 비행장으로서 1940년 6월 8일 시작했었다. 첫 번째로 공군 특수부대 사람들이 1940년 8월 12일 도착했다.
제11공군이 1942년 초에 엘먼도프 공군 기지에서 창설되었다.

#### 냉전
제2차 세계 대전 이후, 엘먼도프 기지는 냉전으로 악화된 미국과 소비에트 연방 사이에 불확실한 전시 관계로서 북미의 국방에 있어 증가하는 역할을 맡게 된다. 제11공군은 1945년 12월 18일 알레스카 항공사령부로 재편성되었다.

#### 현대
F-15E 스트라이크 이글을 장비한 제90전술전투비행대대(90th Tactical Fighter Squadron)가 1991년 필리핀의 클라크 공군 기지로부터 엘먼도프 공군기지로 이동한 후 중요성이 높아졌다. 태평양 의료센터도 클라크에서 엘먼도프로 이사왔고, 병원을 크게 확장시킨 새로운 건축이 1993년에 시작되었다. 1990년대초에 역시 주요 구조 변화들과 엘먼도프의 중요성이 확대되었다.
해리스 공보장교(대위)는 "엘먼도프 기지를 이륙한 F-15E 전투기가 북반구의 주요도시 어디를 가는데도 8시간대면 충분하다."고 강조한다. 하와이 진주만이 해군기지로서 세계 최상의 지형적 조건을 갖춘 곳이라면 엘먼도프는 공군기지로서 더 바랄 나위 없는 전략적 요건을 갖추고 있는 셈이다.

## 부대
- 알래스카 사령부
- JTF-알래스카 (JTF-AK)
- 미국 육군
  -  알래스카 육군
  -  제25보병사단, 4공수여단전투단
- 미국 공군
  -  제11공군
    -  알래스카 NORAD 지역대

  -  제3비행단
  -  제176비행단
  -  제673항공기지단
  -  제477전투기비행전대
  -  제381정보비행대대
  - 제732항공기동비행대대
  -  미국 공군 특수수사국 (OSI), 제631파견대

## 같이 보기
- 포트 리처드슨
- 엘먼도프 공군 기지